# Mycosphaerella fendlerae
Mycosphaerella fendlerae är en svampart som beskrevs av Clem. 1906. Mycosphaerella fendlerae ingår i släktet Mycosphaerella och familjen Mycosphaerellaceae.   Inga underarter finns listade i Catalogue of Life.